# Partei für Freiheit und Fortschritt
Le Perspektiven. Freiheit. Fortschritt. en français : « Perspectives. Liberté. Progrès. » ou PFF est un parti politique libéral belge de la communauté germanophone fondé en 1961. Le parti est présidé par Kattrin Jadin depuis septembre 2009 et succède ainsi à Ferdel Schröder. Le PFF est l'une des composantes du Mouvement Réformateur, parti belge de centre-droit.  On remarquera que le nom du PFF fait écho à l'ancien Parti de la liberté et du progrès, un parti unitaire belge.

## Mandataires
- à la Chambre des représentants de Belgique (législature 2010-2014) : 1 représentante, Kattrin Jadin
- au Conseil provincial de la Province de Liège (législature 2006-2012) : 2 conseillers, Bodo Lux et Caroline Margrève
- au Parlement de la Communauté germanophone de Belgique (législature 2009-2014) : 4 membres: Emil Dannemark, Heinz Keul, Hans-Dieter Laschet et Ferdel Schröder, Président du Parlement et 3 mandataires avec voix consultative: Kattrin Jadin, Balduin Lux et Caroline Margrève[1]

## Résultats électoraux

### Parlement de la Communauté germanophone
| Année | %     | Sièges | Position | Gouvernement |
| ----- | ----- | ------ | -------- | ------------ |
| 1990  | 19,78 | 5 / 25 | 2e       | Maraite II   |
| 1995  | 19,89 | 5 / 25 | 2e       | Opposition   |
| 1999  | 21,32 | 6 / 25 | 2e       | Lambertz I   |
| 2004  | 20,98 | 5 / 25 | 2e       | Lambertz II  |
| 2009  | 17,52 | 4 / 25 | 3e       | Lambertz III |
| 2014  | 15,55 | 4 / 25 | 4e       | Paasch I     |
| 2019  | 11,36 | 3 / 25 | 6e       | Paasch II    |
| 2024  | 12,03 | 3 / 25 | 5e       | Paasch III   |